# Sanremo-Festival 1972
Die 22. Ausgabe des Festival della Canzone Italiana di Sanremo fand 1972 vom 24. bis 26. Februar im städtischen Kasino in Sanremo statt und wurde von Mike Bongiorno mit Sylva Koscina und Paolo Villaggio moderiert.

## Ablauf

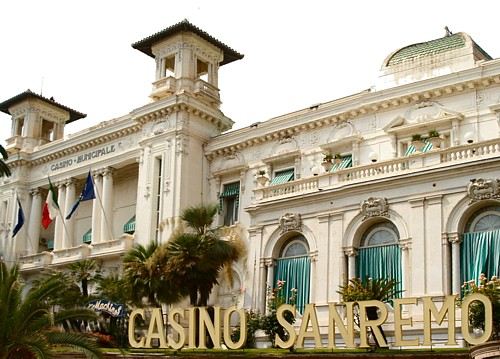
Das städtische Kasino, Veranstaltungsort des Sanremo-Festivals

1972 ging die Organisation des Festivals an Elio Gigante im Auftrag des Kasinos über. Vor Festivalbeginn kündigten Sänger und Dirigenten jedoch einen Streik an, da Unregelmäßigkeiten bei der Vorauswahl der Teilnehmer vermutet wurden. Protestführer war der diesmal nicht zum Wettbewerb zugelassene Claudio Villa. Am 22. Februar, zwei Tage vor Beginn, kündigte jedoch eine Gruppe von Sängern an, sich nicht am Streik zu beteiligen, darunter Gianni Morandi, Lucio Dalla und Nada. Villa führte den Protest sehr erhitzt fort, bis die Rai versprach, für die nicht zum Wettbewerb zugelassenen Sänger einen zusätzlichen Abend zu veranstalten.
Große Namen dieser Ausgabe waren neben dem erstmals teilnehmenden Morandi Domenico Modugno (zum zehnten Mal in Sanremo), Milva, Bobby Solo, Gigliola Cinquetti und Pino Donaggio. Mit Nicola Di Bari und Nada waren die Vorjahressieger wieder vertreten, Ricchi e Poveri nahmen zum dritten Mal in Folge teil. Der brasilianische Musiker Roberto Carlos kehrte nach vier Jahren wieder zurück und stellte mit der spanischen Band Aguaviva (zweite Teilnahme in Folge) das mittlerweile stark geschrumpfte internationale Teilnehmerfeld. Bemerkenswerte Newcomer waren Marcella Bella, Carla Bissi (später als Alice bekannt) und die Band Delirium von Ivano Fossati.
Größte Regeländerung stellte der Wegfall der zwei Versionen dar: Seit 1957 war jedes Lied von je zwei Interpreten in unterschiedlichen Versionen vorgetragen worden, ab 1972 war nur noch ein Interpret pro Lied vorgesehen (wodurch sich auch die Teilnehmerzahl drastisch verringerte). Die 28 Lieder wurden lediglich instrumental von Franck Pourcel wiederholt. Sieben Lieder konnten sich in jedem Halbfinale für das Finale qualifizieren. Nicola Di Bari, Nada und Gianni Morandi erreichten das Finale als Favoriten, Di Bari konnte schließlich den Sieg (seinen zweiten in Folge) holen.

## Teilnehmende Beiträge
| Platzierung | Interpret          | Lied                                              | Autoren                                                                     |
| ----------- | ------------------ | ------------------------------------------------- | --------------------------------------------------------------------------- |
| 1           | Nicola Di Bari     | I giorni dell’arcobaleno                          | Nicola Di Bari, Dalmazio Masini, Piero Pintucci                             |
| 2           | Peppino Gagliardi  | Come le viole                                     | Peppino Gagliardi, Gaetano Amendola                                         |
| 3           | Nada               | Il re di denari                                   | Claudio Mattone, Franco Migliacci                                           |
| 4           | Gianni Morandi     | Vado a lavorare                                   | Franco Migliacci, Petaluma, Marcello Marrocchi, Vittorio Tariciotti         |
| 5           | Gianni Nazzaro     | Non voglio innamorarmi mai                        | Moreno Signorini, Giancarlo Bigazzi                                         |
| 6           | Delirium           | Jesahel                                           | Oscar Prudente, Ivano Fossati                                               |
| 7           | Marcella Bella     | Montagne verdi                                    | Giancarlo Bigazzi, Gianni Bella                                             |
| 8           | Lucio Dalla        | Piazza Grande                                     | Lucio Dalla, Rosalino Cellamare, Gianfranco Baldazzi, Sergio Bardotti       |
| 9           | Gigliola Cinquetti | Gira l’amore (Caro bebè)                          | Mario Panzeri, Daniele Pace                                                 |
| 10          | Donatello          | Ti voglio                                         | Ricky Gianco, Gian Pieretti                                                 |
| 11          | Ricchi e Poveri    | Un diadema di ciliegie                            | Romano Bertola                                                              |
| 12          | Milva              | Mediterraneo                                      | Luigi Albertelli, Enrico Riccardi                                           |
| 13          | Lara Saint Paul    | Se non fosse fra queste mie braccia lo inventerei | Elide Suligoj, Luciano Beretta                                              |
| 14          | Domenico Modugno   | Un calcio alla città                              | Domenico Modugno, Mario Castellacci, Riccardo Pazzaglia                     |
|             | Rita Pavone        | Amici mai                                         | Caviri, Massimo Cantini                                                     |
|             | Pino Donaggio      | Ci sono giorni                                    | Vito Pallavicini, Pino Donaggio                                             |
|             | Aguaviva           | Ciao amico ciao                                   | Memo Remigi, Cristiano Minellono                                            |
|             | Anna Identici      | Era bello il mio ragazzo                          | Gianni Guarnieri, Pier Paolo Preti                                          |
|             | Marisa Sacchetto   | La foresta selvaggia                              | Paolo Limiti, Claudio Cavallaro                                             |
|             | Michele            | Forestiero                                        | Stefano Scandolara, Sergio Bardotti, Camillo Castellari, Corrado Castellari |
|             | Roberto Carlos     | Un gatto nel blu                                  | Totò Savio, Giancarlo Bigazzi                                               |
|             | Carla Bissi        | Il mio cuore se ne va                             | Memo Remigi, Spiker                                                         |
|             | Delia              | Per amore ricomincerei                            | Marisa Terzi, Alberto Salerno, Ciro Dammicco                                |
|             | Angelica           | Portami via                                       | Mario Mellier, Luciana Medini                                               |
|             | Tony Cucchiara     | Preghiera                                         | Tony Cucchiara                                                              |
|             | Bobby Solo         | Rimpianto                                         | Enrico Riccardi, Luigi Albertelli                                           |
|             | Fausto Leali       | L’uomo e il cane                                  | Fausto Leali, Milena Cantù                                                  |
|             | I Nuovi Angeli     | Un viaggio in Inghilterra                         | Ricky Gianco, Gian Pieretti                                                 |

## Erfolge
Alle Finalisten konnten die Top 25 der Charts erreichen, am erfolgreichsten war Jesahel von Delirium. Das Lied wurde im Anschluss an den Wettbewerbs auch in mehreren Sprachen gecovert: So nahmen unter anderem Shirley Bassey (englisch), Daisy Door (deutsch), Nicoletta (französisch) und Kirka (finnisch) Versionen von Jesahel auf.
Auch Montagne verdi von Marcella Bella war in den Charts ein größerer Erfolg beschieden als im Wettbewerb.
Di Bari konnte sein Siegerlied auch beim Eurovision Song Contest 1972 in Edinburgh präsentieren, wo es den sechsten Platz (von 18) erreichte.

| Jahr | Titel Interpret                                                   | Höchstplatzierung, Gesamtwochen, AuszeichnungChartsChartplatzierungen (Jahr, Titel, Interpret, Platzierungen, Wochen, Auszeichnungen, Anmerkungen) | Anmerkungen |
| Jahr | Titel Interpret                                                   | IT | Anmerkungen |
| ---- | ----------------------------------------------------------------- | --- | ----------- |
| 1972 | Jesahel Delirium                                                  | IT1 (16 Wo.)IT | Platz 6     |
| 1972 | I giorni dell’arcobaleno Nicola Di Bari                           | IT2 (14 Wo.)IT | Platz 1     |
| 1972 | Montagne verdi Marcella Bella                                     | IT3 (16 Wo.)IT | Platz 7     |
| 1972 | Il re di denari Nada                                              | IT4 (14 Wo.)IT | Platz 3     |
| 1972 | Come le viole Peppino Gagliardi                                   | IT5 (11 Wo.)IT | Platz 2     |
| 1972 | Vado a lavorare Gianni Morandi                                    | IT8 (10 Wo.)IT | Platz 4     |
| 1972 | Ti voglio Donatello                                               | IT8 (10 Wo.)IT | Platz 10    |
| 1972 | Gira l’amore Gigliola Cinquetti                                   | IT10 (14 Wo.)IT | Platz 9     |
| 1972 | Piazza Grande Lucio Dalla                                         | IT10 (11 Wo.)IT | Platz 8     |
| 1972 | Non voglio innamorarmi mai Gianni Nazzaro                         | IT10 (9 Wo.)IT | Platz 5     |
| 1972 | Un diadema di ciliegie Ricchi e Poveri                            | IT15 (4 Wo.)IT | Platz 11    |
| 1972 | Un calcio alla città Domenico Modugno                             | IT19 (7 Wo.)IT | Platz 14    |
| 1972 | Mediterraneo Milva                                                | IT21 (3 Wo.)IT | Platz 12    |
| 1972 | Se non fosse fra queste mie braccia lo inventerei Lara Saint Paul | IT24 (2 Wo.)IT | Platz 13    |

## Belege
1. ↑  Jesahel. In: Coverinfo.de. Archiviert vom Original (nicht mehr online verfügbar) am 23. August 2017; abgerufen am 22. August 2017.  Info: Der Archivlink wurde automatisch eingesetzt und noch nicht geprüft. Bitte prüfe Original- und Archivlink gemäß Anleitung und entferne dann diesen Hinweis.
2. ↑  M&D-Chartarchiv. Musica e dischi, abgerufen am 31. Mai 2017 (italienisch, kostenpflichtiger Abonnement-Zugang).